# Bill Evans
William John „Bill” Evans (ur. 16 sierpnia 1929 w Plainfield, zm. 15 września 1980 w Nowym Jorku) – amerykański muzyk, jeden z najwybitniejszych pianistów jazzowych. Poprzez używanie impresjonistycznych harmonii, nowatorskie interpretacje standardów jazzowych i „śpiewające”, niezależne rytmiczne linie melodyczne wpłynął na kolejne pokolenie pianistów, takich jak m.in.: Chick Corea, Herbie Hancock, John Taylor, Steve Kuhn, Don Friedman, Marian McPartland, Denny Zeitlin, Bobo Stenson, Michel Petrucciani i Keith Jarrett, jak również wielu innych muzyków na świecie. Muzyka Billa Evansa inspirowała także takich pianistów jak Fred Hersch, Bill Charlap, Lyle Mays, Eliane Elias i prawdopodobnie Brad Mehldau, na wczesnym etapie kariery. Przez niektórych jest uważany za najbardziej wpływowego pianistę po II wojnie światowej.
Bill Evans został wprowadzony do Down Beat Jazz Hall of Fame.

## Życiorys

### Wczesne lata
Bill Evans urodził się w 1929 w Plainfield (New Jersey), w Stanach Zjednoczonych. Jego matka z pochodzenia była Karpatorusinką, a ojciec – Walijczykiem. Pierwsze muzyczne kształcenie otrzymał w kościele swojej mamy. Była ona pianistką amatorką, zainteresowaną współczesnymi kompozycjami muzyki poważnej, i Bill rozpoczął lekcje fortepianu w wieku lat 6. W wieku lat 13 umiał już biegle czytać nuty a vista, co mu znacząco ułatwiło poznawanie utworów. Już w tym wieku był również biegłym flecistą i potrafił grać na skrzypcach.
Gdy miał 12 lat, zastąpił swojego brata Harry’ego w zespole Buddy’ego Valentino. Umiał już wtedy inteligentnie interpretować muzykę poważną, jednak nie potrafił improwizować. Początkowo grał dokładnie zapis nutowy (była to muzyka taneczna i jazz), jednak w krótkim czasie zaczął uczyć się improwizacji i, podążając za fascynacją tematem, rozwijać swoją wiedzę na temat harmonii. W późnych latach 40. grał boogie woogie w różnych klubach Nowego Jorku. Studiował muzykę poważną na Southeastern Louisiana University, i w 1950 wykonał II Koncert Fortepianowy Beethovena na koncercie dyplomowym, uzyskując stopień nauczyciela i wykonawcy muzyki fortepianowej. Był również jednym z założycieli SLU's Delta Omega Chapter bractwa akademickiego Phi Mu Alpha Sinfonia, i grał jako rozgrywający w drużynie futbolowej bractwa, pomagając w wygraniu szkolnych mistrzostw w 1949.
Pierwszą profesjonalną pracą Billa Evansa była gra z powstałym w Chicago zespołem saksofonisty Herbiego Fieldsa. Latem 1950 zespół odbył trzymiesięczną trasę, akompaniując Billie Holiday, łącznie z występami w Apollo Theater w Harlemie i koncertami w Filadelfii, Baltimore i Howard Theater w Waszyngtonie. Poza Fieldsem i Evansem, zespół składał się z Jimmy’ego Nottinghama, puzonisty Franka Rosolino i basisty Jima Atona. Po swym powrocie do Chicago, Evans i Aton pracowali jako duo w klubach Chicago, często akompaniując wokalistce Lurlean Hunter. Krótko potem Evans dostał powołanie do wojska.
Po odbyciu służby w armii, Evans powrócił do Nowego Jorku i pracował w nocnych klubach z klarnecistą jazzowym Tonym Scottem i innymi wybitnymi muzykami. Później skończył studia podyplomowe z kompozycji w Mannes College of Music, gdzie również prowadził młodszych studentów.

### Lata 50.
Pracując w Nowym Jorku w latach 50., Evans zdobył uznanie jako sideman w zespołach jazzowych – tradycyjnych i należących do tzw. Trzeciego Nurtu. W tym czasie miał okazję nagrywać muzykę w wielu różnych kontekstach z niektórymi z najlepszych muzyków jazzowych wszech czasów. Istotne nagrania zostały dokonane z kompozytorem/teoretykiem George’em Russellem, łącznie z „Concerto for Billy the Kid” i „All About Rosie”, znaczącymi dla pracy solowej Evansa. Bill Evans pojawił się także na znaczących płytach Charlesa Mingusa, Olivera Nelsona, Tony’ego Scotta i Arta Farmera. W 1956 nagrał debiutancki album, New Jazz Conceptions, przedstawiający oryginalną wersję „Waltz for Debby”, dla Riverside Records. Producent Orrin Keepnews został przekonany, by nagrać Evansa, przez gitarzystę Mundella Lowe'a, który puścił mu nagranie demo przez telefon.
W 1958 Evans został zatrudniony przez Milesa Davisa, stając się jedynym białym członkiem słynnego sekstetu Davisa. Mimo iż jego obecność w zespole była krótka (mniej niż 8 miesięcy), była to jedna z najbardziej owocnych współpracy w historii jazzu – introspektywne, skalowe podejście Evansa do improwizacji wywarło głęboki wpływ na styl Davisa. W tamtym czasie Evans grał techniką akordową block chords, i Davis napisał w swojej autobiografii: „Bill miał ten cichy ogień, który kochałem w fortepianie. Sposób, w jaki do tego podchodził, dźwięk, jaki wydobywał, był jak kryształowe nuty albo mieniąca się woda spadająca z jakiegoś czystego wodospadu.” Miles powiedział również: „Jestem pewien, że nauczyłem się wiele od Billa Evansa. Gra na fortepianie tak, jak się powinno."
Pragnienie Evansa do prowadzenia własnych projektów jako lider, i rosnące problemy z narkotykami, doprowadziły go do opuszczenia sekstetu Davisa w końcu 1958. Krótko potem nagrał Everybody Digs Bill Evans, dokumentując całościowo oryginalne, medytacyjne brzmienie, które eksplorował w tamtym czasie. Evans wrócił do sekstetu na prośbę Davisa, by nagrać kultowy album jazzowy Kind of Blue na początku 1959. Wkład Evansa w płytę był niedostrzegany przez lata; poza współautorstwem utworu „Blue in Green”, wymyślił również figurę ostinato z utworu „Flamenco Sketches”, obecną w jego nagraniu solo z 1958 „Peace Piece” z płyty Everybody Digs Bill Evans. Evans również napisał tekst z książeczki przy płycie Kind of Blue, porównując improwizację jazzową do japońskiej sztuki. Jesienią 1959 założył własne trio.

### Lata 60.
Na przełomie dekady Evans prowadził trio z basistą Scottem LaFaro i perkusistą Paulem Motianem. Ta grupa stała się jedną z najbardziej uznanych trio fortepianowych – i zespołów jazzowych w ogóle – wszech czasów. W tym zespole uwaga Evansa skupiła się na tradycyjnych standardach jazzowych i oryginalnych kompozycjach, z dodanym naciskiem na interakcję między członkami zespołu, która często graniczyła ze zbiorową improwizacją, rozmywając granice między solistą a akompaniującym. Szczególnie owocna była współpraca między Evansem a LaFaro, gdyż osiągnęli oni szczególny poziom muzycznej empatii. Trio nagrało cztery płyty: Portrait in Jazz (1959) oraz Explorations, Sunday at the Village Vanguard i Waltz for Debby, wszystkie nagrane w 1961. Ostatnie dwa albumy to nagrania na żywo o tej samej dacie, które są zwyczajowo wymieniane pośród największych nagrań jazzowych wszech czasów. W 2005 całe sesje nagraniowe zostały zebrane na trzypłytowym zestawie The Complete Village Vanguard Recordings, 1961. Istnieje również mało znane radiowe nagranie tria Evansa Live at Birdland, pochodzące początku 1960, jednak jakość dźwięku jest niska.
Poza wprowadzeniem nowej wolności do interakcji w fortepianowym trio, Evans zaczął (w wykonaniach takich, jak My Foolish Heart z sesji w Vanguard) eksplorować ekstremalnie wolne tempa ballad i niskie poziomy głośności, praktycznie nieznane w jazzie. Jego układy dźwięków wewnątrz akordów stały się bardziej impresjonistyczne, przypominające kompozytorów muzyki poważnej takich, jak Debussy, Ravel, Skriabin, czy Satie, i odszedł od gęstych akordów granych techniką „block chords”, której często używał u Davisa. Jego proste, oszczędne układy w lewej ręce, wspierające liryczne linie melodyczne w prawej, ukazywały wpływ pianisty jazzowego Buda Powella.
Podobnie jak Davis, Evans był pionierem jazzu modalnego, lubując się w harmoniach, które pomagały uniknąć charakterystycznych elementów bebopu i wcześniejszych form jazzu. W utworach takich, jak Time Remembered progresje akordów bardziej lub mniej adaptowały pochodne bebopu, zamiast polegać na nieoczekiwanych zmianach kolorów. Było jednak wciąż możliwe (i pożądane), sprawić, żeby te progresje swingowały, i pojawiła się pewna spontaniczność w solówkach, które były grane nad nowym brzmieniem. Większość kompozytorów odnosi się to tego stylu jako do „plateau modalnego”, ze względu na częste zestawianie harmonii.
Nagła śmierć LaFaro w wieku 25 lat w wypadku samochodowym, 10 dni po wykonaniach w Vanguard, zdruzgotała Evansa. Przestał nagrywać i wykonywać publicznie przez kilka miesięcy. Jego pierwsze nagranie po śmierci LaFaro stanowił duet Undercurrent z gitarzystą Jimem Hallem, wydanym dla United Artist Jazz records w 1963. Nagrana w dwóch sesjach 24 kwietnia i 14 maja, płyta jest obecnie szeroko uznawana za klasyczne nagranie duetu fortepianu i gitary. Album jest również znany z powodu uderzającego zdjęcia na okładce, „Weeki Wachee Spring, Florida” wykonane przez fotografa Toniego Frissella. Oryginalna płyta winylowa i pierwsze nowe wydanie CD przedstawiały obciętą, zabarwioną na niebiesko wersję tego zdjęcia, z nałożonym tytułem i logo Blue Note; jednak dla ostatnich wydań CD (zremasterowanych w jakości 24-bitowej) fotografia została przywrócona do oryginalnej, czarno-białej kolorystyki i rozmiaru, bez napisów.
Gdy znów uformował swoje trio w 1962, Evans zastąpił LaFaro basistą Chuckiem Israelsem, wstępnie zostawiając Motiana na perkusji. Wynikiem były dwie płyty, Moonbeams i How My Heart Sings!. W 1963, po zmianie wytwórni z Riverside na Verve o wiele szerzej dystrybucji, nagrał Conversations with Myself, innowacyjną płytę, na której użył overdubbingu, nakładając na siebie osobno nagrane ścieżki fortepianowe, do trzech w każdym utworze. Płyta została uhonorowana nagrodą Grammy za najlepszy instrumentalny album jazzowy w kategorii Best Instrumental Jazz Performance – Soloist or Small Group. 23 sierpnia 1964 roku nagrał w ciągu czterech godzin longplay Waltz for Debby w duecie ze szwedzką piosenkarką Monicą Zetterlund.
Mimo że jego współpraca z Verve była owocna pod względem liczby nagrań, jego artystyczny przekaz był niejednolity. Pomimo szybkiego rozwoju Israelsa i kreatywności nowego perkusisty Grady’ego Tate’a, efekt był niewymierny na raczej niedopracowanej płycie Bill Evans Trio with Symphony Orchestra, zawierającej utwór Pavane Gabriela Fauré, wielce przerobiony, z improwizacjami Evansa. Próbowano ukazać niektóre unikalne konteksty, takie jak album z big-bandem na żywo w Town Hall, nagrany, lecz nigdy nie wydany z powodu nieusatysfakcjonowania Evansa (jednakże część nagrana w trio jazzowym, Pavane, została wydana i osiągnęła pewien sukces) i wspomniana płyta z orkiestrą symfoniczną, niezbyt ciepło przyjęta przez krytyków.
W tym czasie Helen Keane, menadżerka Evansa, zaczęła mieć na niego duży wpływ. Jako jedna z pierwszych kobiet na tym polu, znacznie pomogła mu utrzymać rozwój (lub zapobiec degresji) kariery Evansa, wbrew jego samodestrukcyjnemu stylowi życia.
W 1966 Evans odkrył 22-letniego basistę, Portorykańczyka Eddiego Gomeza. Przerodziło się to w jedenastoletnią współpracę – wrażliwy i kreatywny Gomez spowodował nowy rozwój zarówno w grze Evansa, jak w jego koncepcji tria. Jedno z najbardziej znaczących wydań w tym okresie to Bill Evans at the Montreux Jazz Festival, z 1968. Mimo że był to jedyny album, który Evans nagrał z perkusistą Jackiem DeJohnette (którego potem zaprosił do współpracy Miles Davis), stał się on lubiany przez fanów, z powodu wspaniałej energii i interakcji w trio.
Inne owoce tego okresu to m.in. utwór „Solo—In Memory of His Father” z płyty Bill Evans at Town Hall (1966), który wprowadził słynny temat „Turn Out the Stars”; kolejny udany duet z gitarzystą Jimem Hallem – Intermodulation (1966); wspaniały album solowy Alone (1968), zawierający ponad 14-minutową wersję utworu „Never Let Me Go."

### Lata 70.
W 1968 dołączył do tria perkusista Marty Morell i pozostał w nim do 1975, kiedy to zakończył grę na rzecz życia rodzinnego. Była to najbardziej stabilna i długotrwała grupa Evansa. Porzucił on nałóg heroinowy, wkroczył również w okres osobistej stabilności. Zespół nagrał kilka płyt, łącznie z From Left to Right (1970), przedstawiającą pierwsze użycie przez Evansa elektrycznego fortepianu; The Bill Evans Album (1971), która otrzymała dwie Grammy; The Tokyo Concert (1973); Since We Met (1974); oraz But Beautiful (1974), przedstawiającą trio oraz legendarnego Stana Getza na saksofonie tenorowym w występie na żywo w Holandii i Belgii, wydaną pośmiertnie w 1996. W przeciwieństwie do swoich poprzedników, Morell był energetycznym, idącym przed siebie perkusistą, co spotkało się z krytyką polegającą na zarzutach, że dla Evansa był to okres niewielkiego rozwoju. Po odejściu Morella, Evans i Gomez nagrali dwie płyty, Intuition i Montreux III.
W 1974 Bill Evans nagrał wieloczęściowy koncert jazzowy, specjalnie napisany dla niego przez Clausa Ogermana, zatytułowany „Symbiosis”, pierwotnie wydany przez MPS Records. Evans współpracował również z wokalistą Tonym Bennettem w płytach The Tony Bennett/Bill Evans Album (1975) i Together Again (1977).
13 września 1975 narodził się Evan, syn Evansa. Evan Evans niezbyt często widział swojego ojca, który był ciągle w trasie. Jako cudowne dziecko podjął karierę w udźwiękawianiu filmów, ambitnie uczestnicząc w uniwersyteckich zajęciach z kompozycji XX wieku, instrumentacji i elektronicznych kompozycji w wieku 10 lat. Studiował z wielu współczesnymi jego ojcu, łącznie z Lalo Schifrinem i specjalistą od harmonii Bernardem Maury.
W 1976 perkusista Marty Morell został zastąpiony przez Eliota Zigmunda. Wynikiem była ciekawa współpraca – jeszcze w tym samym roku trio było w stanie nagrać wspólną płytę. Zarówno I Will Say Goodbye (ostatni album Evansa wydany w Fantasy Records) oraz You Must Believe in Spring (wydany pośmiertnie przez Warner Bros.) ukazały zmiany, które stały się znaczące na ostatnim etapie kariery Evansa. Położono większy akcent na zbiorową improwizację i interakcję, Evans osiągnął nowe wyżyny ekspresyjności w solówkach oraz podjęto nowe eksperymenty związane z harmonią i tonacjami.
Gomez i Zigmund opuścili Evansa w 1978. Zaprosił on wówczas Philly'ego Joe Jonesa, swojego ulubionego perkusistę wszech czasów, z którym dawniej nagrał swoją drugą płytę w 1957. Próbowano kilku basistów, a najdłużej pozostał niezwykły Michael Moore. Ostatecznie Evans postawił na perkusistę Joego LaBarberę i basistę Marca Johnsona. To trio było jego ostatnim. Mimo że trio wydało tylko jedną płytę przed śmiercią Evansa w 1980 (The Paris Concert, Edition One oraz Edition Two, 1979), rywalizowało ono z pierwszym triem Evansa (i być może je przewyższyło) w swych potężnych, grupowych interakcjach. Evans twierdził, że prawdopodobnie było to jego najlepsze trio – twierdzenie to jest wsparte przez wiele nagrań z tamtego okresu, które ukazały światło dzienne, dokumentujących jego muzyczną podróż z ostatniego roku kariery. Impresjonizm Debussy’ego z pierwszego tria otworzył drogę do ciemnego i nagłego, lecz niezaprzeczalnie czarującego (jeśli nie zniewalającego) romantycznego ekspresjonizmu.
Rusińskie pochodzenie Evansa jest czasem mylone z rosyjskim podłożem etnicznym. W jego muzyce widać wpływy rosyjskich kompozytorów, np. niepokojące konstrukcje rachmaninowskie, czy w modalne eksploracje w stylu Szostakowicza a'la „Danse Macabre” w „Nardis” – utworze, który był przez niego każdorazowo przepracowany, gdy służył jako finał koncertów. Jednak główny wyznacznik stylu, który Evans świadomie doskonalił w trio, przypomina późnego Ravela, zwłaszcza kontrowersyjna, druga połowa ciemnego i burzliwego „La Valse” francuskiego kompozytora. Nagranie dokumentujące grę Evansa podczas tygodnia poprzedzającego jego śmierć to pożegnalny „The Last Waltz”. Wiele płyt i kompilacji zostało wydanych w ostatnich latach, łącznie z wielopłytowymi wydaniami: Turn Out the Stars (Warner Bros.), The Last Waltz i Consecration. Zestaw od Warner Bros to wybrany materiał z ostatniego pobytu Evansa w Nowym Jorku w klubie Village Vanguard, prawie dwie dekady po kladycznych wykonaniach w trio La Faro/Motian; pozostałe dwa zestawy zostały zebrane z jego koncertów w San Francisco, w Keystone Korner, tydzień przed jego śmiercią. Szczególnie odkrywczym porównaniem wczesnego i późnego Evansa (1966, 1980) jest DVD „The Oslo Concerts” z 2007, zawierające dwa wcześniej niewydane występy telewizyjne.

### Śmierć
Nałóg narkotykowy Evansa najprawdopodobniej zaczął się podczas jego pracy z Milesem Davisem w późnych latach 50. Uzależnienie od heroiny trwało przez jego większość kariery, miał również słaby ogólny stan zdrowia i kiepską sytuację finansową przez większość lat 60. U końca tej dekady odniósł sukces, przezwyciężając nałóg heroinowy. Jednak w latach 70. kokaina stała się poważnym i ostatecznie fatalnym problemem dla Evansa. Jego ciało odmówiło posłuszeństwa we wrześniu 1980, kiedy – spustoszony przez leki psychoaktywne, uszkodzoną wątrobę i walkę przez całe życie z żółtaczką – zmarł w Nowym Jorku z powodu choroby wrzodowej, marskości wątroby i odoskrzelowego zapalenia płuc. Jego przyjaciel, Gene Lees, posępnie podsumował walkę Evansa z narkotykami jako „najdłuższe samobójstwo w historii”. W momencie śmierci Evans zamieszkiwał ze swoją partnerką Laurie Verchomin, w Fort Lee, New Jersey. Bill Evans został pochowany w Parku Pamięci i Mauzoleum Roselawn, Baton Rouge, East Baton Rouge Parish, Louisiana (Section #161, Plot K), obok swojego brata Harry’ego Evansa, który zmarł rok wcześniej. Na jego nagrobku widnieje napis: „William John Evans; August 16, 1929; September 15, 1980”.

## Spuścizna
Jak zauważył krytyk Richard S. Ginell: „z upływem czasu Bill Evans stał się szkołą samą w sobie dla pianistów i światem wyjątkowego nastroju dla słuchaczy. Nie ma bardziej wpływowego jazzowego pianisty – tylko McCoy Tyner wywarł podobny wpływ wśród młodszych pianistów i innych profesjonalistów – i Evans pozostawił swój ślad na takich wybitnych pianistach, jak Herbie Hancock, Keith Jarrett, Chick Corea, Brad Mehldau”. Kunszt Billa Evansa stał się wzorem dla wielu pianistów różnych gatunków. Jego muzyka ukazała kreatywne mistrzostwo harmonii, rytmu i koncepcji interpretacji jazzowej, łącząc elementy jazzu, muzyki poważnej i muzyki etnicznej. W swoich duetach i triach, Evans rozwinął w bezprecedensowy sposób unikalną ideę zespołowej gry oraz właściwego dla muzyki poważnej wyczucia formy i koncepcji skali. Jego nagrania z lat 60. Conversations with Myself i Further Conversations with Myself były innowacyjnymi solowymi wykonaniami, łącznie z nakładaniem na siebie wielu ścieżek dźwiękowych, nagranych przez Evansa osobiście w studiu.
Dorobek Evansa wciąż wywiera wpływ na pianistów, gitarzystów, kompozytorów i interpretatorów muzyki jazzowej na świecie. Wiele jego utworów, takich jak „Waltz for Debby”, „Turn Out the Stars”, „Very Early”, i „Funkallero”, stało się często nagrywanymi standardami jazzowymi.
W latach następujących po śmierci Billa Evansa powstało wiele nagrań mu poświęconych, przedstawiających jego kompozycje i ulubione utwory (patrz niżej), jak również dedykowane kompozycje. Jedno z takich nagrań to „September 15th” Pata Metheny’ego.
Podczas życia Bill Evans został uhonorowany 31 nominacjami do nagrody Grammy i siedmioma Nagrodami. W 1994 roku został pośmiertnie odznaczony nagrodą Grammy Lifetime Achievement Award.

## Dedykowane nagrania
- 1981: Elegy For Bill Evans, Richie Beirach
- 1986: Music of Bill Evans, Kronos Quartet z Eddiem Gomezem i Jimem Hallem.
- 1990: Bill Evans, Paul Motian
- 1991: Bill Evans: A Tribute, Jimmy Rowles, McCoy Tyner, Herbie Hancock, John Lewis i Dave McKenna (Palo Alto Records)
- 1992: Then Along Came Bill: A Tribute to Bill Evans, Sylvia Syms
- 1993: Time Remembered: John Mclaughlin Plays Bill Evans, John Mclaughlin
- 1994: Now & Then: A Tribute to Bill Evans, Mitchel Forman
- 1994: Your Story: The Music of Bill Evans, Howard Alden
- 1996: Turn Out The Stars – The Songs Of Bill Evans, Dominic Alldis
- 1997: Conversations with Bill Evans, Jean-Yves Thibaudet
- 1998: Evanessence: Tribute to Bill Evans, Fred Hersch
- 1998: I Remember Bill: A Tribute to Bill Evans, Don Sebesky i Larry Coryell
- 2000: Conviction: Thoughts Of Bill Evans, Roseanna Vitro
- 2000: Remembering Bill Evans – A Vocal Tribute, Karen Gallinger
- 2002: Homage To Bill Evans And Jim Hall, Luigi Tessarollo ze Stefano Bollanim
- 2002: Play Bill Evans, The Danish Radio Jazz Orchestra i Jim McNeely
- 2003: Bill Evans: Tribute to the Great Post-Bop Pianist, Paul Motian
- 2006: Paz – Niño Josele and the music of Bill Evans, Niño Josele
- 2006: Remembering the Rain: The Music of Bill Evans, Stephen D. Anderson
- 2007: Playsong – The Music Of Bill Evans, Hilde Hefte
- 2008: Bill Evans Project by Riccardo Fioravanti Trio
- 2008: Something for you – Eliane Elias Sings and Plays Bill Evans, Eliane Elias
- 2008: We Sing Bill Evans, Joan Diaz Trio
- 2009: Bill Evans Compositions Vol. 1 & Vol. 2, Stefano Battaglia